# Jagged Alliance 2: Unfinished Business
Jagged Alliance 2: Unfinished Business ist eine allein lauffähige Erweiterung für das Computerspiel Jagged Alliance 2. Sie wurde von Sir-Tech Kanada entwickelt und erschien zusammen mit einem Karteneditor im Dezember 2000 für Windows.

## Handlung
Unfinished Business führt den Spieler nach Tracona, einem Nachbarland des in Jagged Alliance 2 befreiten Staates Arulco. Von dort aus will die Ricci Mining and Exploration Company, die vor Deidrannas Machtübernahme die Minen von Arulco betrieben hat, ihre ehemaligen Arbeitsstätten mit Hilfe korrupter Militärs zurückerobern. Sie drohen damit, Langstreckenraketen auf Arulco abzufeuern. Spielziel ist es, die Abschussbasis zu finden und zu zerstören.

## Spielprinzip
Unfinished Business unterscheidet sich spieltechnisch nur in Details vom Vorgänger. Das Spielgebiet ist mit 20 Sektoren um den Faktor zehn kleiner als im Hauptspiel, womit auch weniger Nebenaufgaben zu erfüllen sind. Ebenfalls verringert wurde die Anzahl der Rückeroberungsversuche durch den Computergegner. Söldner werden nicht mehr tage- oder wochenweise angeheuert, sondern stehen nach Zahlung eines Pauschalbetrags für das gesamte Spiel zur Verfügung. Mit Hilfe eines Importwerkzeugs können auch die AIM- und MERC-Söldner mit den in Jagged Alliance 2 erreichten Charakterwerten in das Spiel übernommen werden. Auf die frühere Personenstaffage kann nicht mehr zugegriffen werden, stattdessen wurden zehn neue Nicht-Spieler-Charaktere in die Erweiterung integriert. Das Waffenarsenal wurde um das Enfield, das Calico M960 und ein Scharfschützengewehr erweitert. Jeder angeheuerte MERC-Söldner erhält außerdem standardmäßig einen angespitzten Regenschirm. Eine neue taktische Anzeige gibt Hinweise auf die besten Deckungsmöglichkeiten und visualisiert Sichtlinien sowie Waffenreichweiten.

## Entwicklung
Während das Hauptspiel noch über TalonSoft in den Handel kam, wurde Unfinished Business durch Interplay Entertainment vermarktet. Für die deutschen Markt wurde das Spiel von Innonics lokalisiert. Dabei konnten sie nicht die alten Sprecher der Lokalisierung des Hauptteils gewinnen, welche damals von TopWare Interactive durchgeführt wurde. Nicht alle Figuren hatten allerdings neue Sprechzeilen, und es gab auch nur insgesamt elf neue Charaktere. Ob Innonics Zugriff auf die alten Sprachdateien von TopWare hatte, ist unbekannt, allerdings wurde entschieden, in der kurzen Zeit, die für die Lokalisierung zur Verfügung stand, für alle Charaktere alle Sprachaufnahmen neu zu vertonen. Somit hatten alle Figuren neue deutsche Stimmen.
Weil die mit der Veröffentlichung von Jagged Alliance 2 und Unfinished Business erzielten Einnahmen unzureichend waren, entließ Sir-Tech Kanada im Juli 2001 alle Entwickler und stellte seine Tätigkeit ein. 2002 erwarb der kanadische Publisher Strategy First die Markenrechte an Jagged Alliance und übernahm einen Großteil des ursprünglichen Entwicklerteams von Sir-Tech, darunter Serienschöpfer Ian Currie. Strategy First brachte zunächst eine Gold-Edition bestehend aus Jagged Alliance 2 und Unfinished Business auf den Markt und kündigte dann Pläne für einen dritten Teil an. Die Gold-Edition beinhaltete neben Bugfixes auch eine Überarbeitung von Waffensystem und Benutzeroberfläche sowie den neuen Schwierigkeitsgrad Iron Man.

## Rezeption
Die Wertungen für Unfinished Business fielen gemischt aus.

„Es gibt Spiele, an denen die Zeit schneller vorübergeht als an anderen. Jagged Alliance 2 gehört meines Erachtens dazu: Zunächst fällt die doch schon etwas angestaubte Optik auf, gefolgt von der komplexen, aber eben auch komplizierten und manchmal umständlichen Steuerung. Andererseits – wer über diese Hürden hinweg ist, darf sich auf langanhaltenden Spaß freuen, auch wenn Unfinished Business ‚kleiner‘ und etwas linearer ist als das Original.“

„Trotz einer zu kurzen Kampagne und vereinfachtem Finanzsystem ist Unfinished Business eine exzellente Erweiterung des genialen Vorgängers, allerdings nur im englischen Original. Die deutsche Lokalisation ging völlig in die Hose: Übersetzungsfehler und pseudo-coole Sprüche drittklassiger Sprecher zerren an Ihren Nerven. Unser Tipp: Ohren zu und durch oder gleich die Originalversion besorgen.“

“The sheer difficulty makes Unfinished Business hard to recommend for newcomers and makes the game suitable only for players who are very familiar with the series. These players will probably learn to put up with the problems, and will enjoy Unfinished Business if only because it's another new installment in the excellent series. It can be endlessly frustrating, but it also has most of the elements that make the Jagged Alliance series so outstanding.”

„Durch den hohen Schwierigkeitsgrad ist Unfinished Business Neueinsteigern nicht zu empfehlen und eigentlich nur für Spieler geeignet, die bereits mit der Serie vertraut sind. Selbst diesen Spielern wird einiges abverlangt, aber sie werden das Spiel schon allein deshalb mögen, weil es ein neuer Teil dieser grandiosen Reihe ist. Es vereint das Beste aller Jagged-Alliance-Spiele in sich, wodurch es bisweilen aber auch ganz schön frustrierend sein kann.“

Durch den beigefügten Editor entstand eine aktive Modding-Community, die neue Maps oder Kampagnen entwarf. Eines der daraus entstandenen Projekte wurde später als offizieller Titel Jagged Alliance 2: Wildfire veröffentlicht und beinhaltete in den USA zusätzlich noch den Quellcode des Spiels.
Die deutsche Lokalisierung wurde in der Spielepresse oft negativ wahrgenommen. Am deutlichsten kommutierte diese Sascha Gliss von der PC Games. So sei die „deutsche Version der JA2-Missions-CD keinen Schuss Pulver wert“, da die „[p]einliche Synchronisation“ den Spielspaß dämpfe, weshalb er bei der Soundwertung Punkte abzog. Andreas Philipp von Gameswelt bemerkte, dass „die deutsche Sprachausgabe [...] zwar weitgehend fehlerfrei“ sei, „aber an den Vorgänger nicht heranreichen“ könne. Michael Trier von PC Joker meinte, da in kaum einer anderen Spielreihe der damaligen Zeit die Charaktere so lebendig seien, wirkten einige der neuen deutschen Stimmen deplatziert. Auch bei den Fans des Spieles kam sie nicht gut an. Da alle Figuren nun neue Sprecher und Sprecherinnen hatten, lässt sich ein Teil der Kritik darauf zurückführen, dass diese nun anders bzw. ungewohnt gegenüber dem zweiten Teil waren. Daneben gab es aber auch Übersetzungsfehler bei den Texten. Dies führte dazu, dass kurz nach Release Fans einen Übersetzungspatch für die Texte im Spiel veröffentlichten. Innonics zog nach und im Patch 1.01 wurden ebenfalls einige Übersetzungsfehler behoben. Kurz darauf folgte zudem eine Anleitung um die alten Stimmen aus dem Hauptspiel rüber zu kopieren. Bald darauf erstellten Fans das Programm UBVoicePatch, welches dies automatisierte.
Entgegen anders lautender Ankündigungen kam es von Strategy First nie zu einer Fortführung der Reihe. Wildfire blieb die einzige Veröffentlichung in dieser Zeit, mehrere andere Anläufe wurden nie fertiggestellt bzw. erschienen, mit geringer Resonanz, unter anderem Titel. 2010 gingen die Markenrechte an den deutschen Publisher bitComposer Games und führten 2012 zu der Veröffentlichung des Remakes Jagged Alliance: Back in Action.

## Belege
1. ↑  Unfinished Business Finds Publisher. In: GameSpot. Abgerufen am 18. Juli 2019 (amerikanisches Englisch).
2. 1 2 3  Newsarchiv Jahr 2000 auf jaggedalliance.de
3. ↑  Sirtech Canada layoffs (Memento vom 15. Juli 2012 im Webarchiv archive.today)
4. ↑  Garrett: 4 Questions to Robert Sirotek about Sir-Tech & Wizardry. In: rpgdot.com. 19. Oktober 2001, archiviert vom Original (nicht mehr online verfügbar) am 7. Juni 2008; abgerufen am 21. April 2011 (englisch).
5. ↑  Bodo Naser: Strategy First kauft Jagged Alliance. In: 4Players. 6. Juni 2002, archiviert vom Original (nicht mehr online verfügbar) am 5. November 2021; abgerufen am 10. Juli 2019.
6. ↑  Jagged Alliance: Sirtech-Team übernommen / Pläne. In: PC Games. 13. Juni 2002, archiviert vom Original (nicht mehr online verfügbar) am 18. Juli 2019; abgerufen am 10. Juli 2019.
7. ↑  Marcel Kleffmann: Angekündigt: Jagged Alliance 2 Gold Pack. In: 4Players. 27. Juli 2002, archiviert vom Original (nicht mehr online verfügbar) am 5. November 2021; abgerufen am 10. Juli 2019.
8. ↑  Jörg Luibl: Jagged Alliance 2: Gold-Edition kommt! In: 4Players. 24. März 2003, archiviert vom Original (nicht mehr online verfügbar) am 5. November 2021; abgerufen am 10. Juli 2019.
9. ↑  Ibo: Interview With Christina Ginger, Strategy First's Director of Communications: The future of the Jagged Alliance Franchise. In: Strategy Planet. Archiviert vom Original (nicht mehr online verfügbar) am 18. Mai 2008; abgerufen am 10. Juli 2019.
10. ↑  Jagged Alliance 2: Unfinished Business for PC. In: GameRankings. Archiviert vom Original (nicht mehr online verfügbar) am 9. Dezember 2019; abgerufen am 19. Juli 2019 (englisch).
11. ↑  Jagged Alliance 2: Unfinished Business. In: Metacritic. Abgerufen am 11. Juli 2022 (englisch).
12. 1 2  Ron Dulin: Jagged Alliance 2: Unfinished Business Review. In: GameSpot. 14. Dezember 2000, abgerufen am 19. Juli 2019 (englisch).
13. ↑  Jagged Alliance 2: Unfinished Business – Alle Infos, Release, PC-Systemanforderungen. In: GameStar. Abgerufen am 19. Juli 2019.
14. 1 2  Andreas Philipp: Test Jagged Alliance 2: Unfinished Business. In: Gameswelt. 20. Dezember 2000, abgerufen am 19. Juli 2019.
15. ↑  Jagged Alliance 2: Unfinished Business. Has someone finally brought fun back to the squad based strategy genre? In: IGN. 13. Dezember 2000, abgerufen am 19. Juli 2019 (englisch).
16. ↑  Pressespiegel zu Jagged Alliance 2: Unfinished Business in der PC Games Database
17. 1 2 3  Sascha Gliss: Lockere Geschäfte. In: PC Games. Nr. 1/2001. Computec Media, Januar 2001, S. 156 (archive.org [abgerufen am 11. Februar 2022]).
18. 1 2  Michael Trier: Jagged Alliance 2: Unfinished Business. In: PC Joker. Nr. 1/2001. Joker-Verlag, Januar 2001, S. 102–103 (spokintosh.org [abgerufen am 11. Februar 2022]).
19. 1 2  Joe Nettelbeck: Jagged Alliance 2: Unfinished Business. In: PC Player. Nr. 13/2000. Future Verlag, Dezember 2000, S. 112–113 (kultboy.com [abgerufen am 19. Juli 2019]).
20. ↑  JA2 Sounds to UB auf jaggedalliance.de
21. ↑  JA2:UB Downloads/Tools auf jaggedalliance.de
22. ↑  Eric Caoili: BitComposer Releasing Jagged Alliance 3 In 2011. In: GameDeveloper. ehemals Gamasutra, 9. März 2010, abgerufen am 12. April 2014 (englisch).